# Dayton (Nueva York)
Dayton es un pueblo ubicado en el condado de Cattaraugus en el estado estadounidense de Nueva York. En el año 2000 tenía una población de 1.945 habitantes y una densidad poblacional de 21 personas por km².

## Geografía
Dayton se encuentra ubicado en las coordenadas 42°23′49″N 79°0′4″O / 42.39694, -79.00111.

## Demografía
Según la Oficina del Censo en 2000 los ingresos medios por hogar en la localidad eran de $31,607, y los ingresos medios por familia eran $37,917. Los hombres tenían unos ingresos medios de $28,485 frente a los $24,830 para las mujeres. La renta per cápita para la localidad era de $15,355. Alrededor del 12.8% de la población estaban por debajo del umbral de pobreza.